# Cavernocymbium
Cavernocymbium är ett släkte av spindlar. Cavernocymbium ingår i familjen mörkerspindlar.
Kladogram enligt Catalogue of Life:
| Cavernocymbium | \| \| Cavernocymbium prentoglei \| \| \| \| \| \| Cavernocymbium vetteri \| \| \| \| |
|                | \| \| Cavernocymbium prentoglei \| \| \| \| \| \| Cavernocymbium vetteri \| \| \| \| |
|                | Cavernocymbium prentoglei                                                            |
|                |                                                                                      |
|                | Cavernocymbium vetteri                                                               |
|                |                                                                                      |